# Douchy (Aisne)
Douchy település Franciaországban, Aisne megyében. Lakosainak száma 159 fő (2022. január 1.). Douchy Aubigny-aux-Kaisnes, Bray-Saint-Christophe, Fluquières, Foreste, Germaine és Villers-Saint-Christophe községekkel határos.

## Népesség
A település népességének változása:
| Lakosok száma | 193  | 147  | 152  | 144  | 153  | 159  | 162  | 164  | 164  | 159  |
|               | 1968 | 1982 | 1990 | 2006 | 2013 | 2015 | 2017 | 2019 | 2020 | 2022 |